# Bunuri mobile din domeniul știință și tehnică clasate în patrimoniul cultural național al României aflate în județul Timiș
Acestă listă conține bunurile mobile din domeniul știință și tehnică clasate în Patrimoniul cultural național al României aflate la momentul clasării în județul Timiș.

## Tezaur
| Foto | Informații generale                                                                          | Detalii tehnice | Descriere | Deținător                                                 | Legături |
| ---- | -------------------------------------------------------------------------------------------- | --- | --- | --------------------------------------------------------- | -------- |
|      | Tramvai electric de tip L, seria 4 - ecartament normal Autor: Simmering-Graz-Pauker AG (SPG) | Datare: mijlocul sec. XX Descoperit: jud. TIMIȘ, TIMIȘOARA Material: oțel, fontă, sticlă, cauciuc, alamă; turnare, strunjire, rectificare, îndoire; pantograf simetric, prelucrare prin așchiere                                       | Vagon automotor L4, electric, a fost construit cu truc metalic, comparativ cu predecesorul său de tip L3; ecartament de 1435 mm. Cutia vagonului automotor L4, este simplă și elegantă; are o formă prevăzută cu suprafețe curbe; configurație cromatică: roșu, alb. | Regia Autonomă de Transport Timișoara, Timișoara          | Cimec    |
|      | Tramvai electric cu plug pentru zăpadă Autor: Tramvaiele Comunale Timișoara (T.C.T)          | Datare: prima jumătate a sec. al XX-lea Descoperit: jud. TIMIȘ, TIMIȘOARA Dimensiuni: L = 7,64 m Material: oțel, fontă, sticlă, cauciuc, alamă; turnare, strunjire, rectificare, îndoire, pantograf simetric, prelucrare prin așchiere | Cutia vagonului cu plug pentru zăpadă, de ecartament normal (1435 mm), are o formă prismatică cu bază poligonală; aspectul exterior este caracteristic vagoanelor de serviciu; configurație cromatică: galben, alb, negru. | Regia Autonomă de Transport Timișoara, Timișoara          | Cimec    |
|      | Centrală telefonică                                                                          | Descoperit: jud. Timiș, TIMIȘOARA, Primăria orașului Timișoara Dimensiuni: L: 150 cm; La: 50 cm; Î: 70 cm Material: lemn; alamă; fier                                                                                                  | Carcasa din lemn are inscripționat: Comutator post intermediar, Comutator pilă microfonică, Comutator sonerie de zi și de noapte. | Muzeul Banatului, Timișoara                               | Cimec    |
|      | Locomotivă cu aburi                                                                          | Datare: Pusă în funcțiune în 1921 Școală: Fabrica constructoare de locomotive St.E.G. Virena Descoperit: Oravița, Depoul C.F.R. | Locomotivă cu abur cu cinci osii motoare folosită de rețeaua C.F.R., în special pe liniile grele de munte. Este una dintre puținele locomotive pe care le-a avut în dotare C.F.R. care puteau circula pe linii cu o rază a curbei mai mică de 120 m. A făcut parte din una dintre cele trei serii de locomotive care au putut remorca trenuri de călători și marfă pe linia Oravița - Anina, de la construcție și darea ei în exploatare în 1863 și până în anul 1982. | Compania Națională de Căi Ferate „C.F.R.” S.A., București | Cimec    |
|      | Locomotivă cu aburi                                                                          | Datare: Pusă în funcțiune în 1941 Școală: Uzinele și Domeniile Regale din Reșița Descoperit: jud. Timiș, Timișoara, Depoul C.F.R. | Locomotivă cu abur cu o osie alergătoare, trei osii motoare și o osie purtătoare. Face parte din singura și cea mai complexă serie de locomotive cu tender pentru ecartament normal proiectată și construită în România. A dat foarte bune rezultate în exploatarea trenurilor de călători și marfă pe linii secundare. | Compania Națională de Căi Ferate „C.F.R.” S.A., București | Cimec    |
|      | Locomotivă cu aburi                                                                          | Datare: Pusă în funcțiune în 1921 Școală: Henschel and Sohn din Casel Descoperit: Caransebeș, Depoul C.F.R. | Locomotivă cu tender cu trei osii cuplare, din care osia doi este motoare, și un boghiu alergător pentru înscrierea mai ușoară în curbe la viteze mari. Tenderul se află montat pe două boghiuri de construcție specială, a câte două osii. | Compania Națională de Căi Ferate „C.F.R.” S.A., București | Cimec    |
|      | Locomotivă cu aburi                                                                          | Datare: Pusă în funcțiune în 1932 Școală: Uzinele și Domeniile Regale din Reșița Descoperit: jud. Timiș, Lugoj, Remiza C.F.R. | Locomotivă cu abur cu trei osii cuplare și un boghiu alergător antemergător pentru o mai bună înscriere la viteze mari. Pe locomotivă și tender s-a montat experimental un dispozitiv „Stocker” acționat de aburul de la locomotivă care alimenta automat cutia de foc a locomotivei cu cărbune, rolul fochistului fiind doar de a apropia din când în când cărbunele de banda transportoare și a modifica direcția de aruncare a cărbunelui în cutia de foc. Este singura locomotivă la care s-a folosit această instalație.                                                                            | Compania Națională de Căi Ferate „C.F.R.” S.A., București | Cimec    |
|      | Locomotivă cu aburi                                                                          | Datare: Pusă în funcțiune în 1943 Școală: Wiener Locomotive A.G. Descoperit: jud. Timiș, Lugoj, Remiza C.F.R. | Locomotivă cu abur cu cinci osii motoare și o osie alergătoare. Locomotiva are un tender unic la C.F.R., foarte asemănător seriei austriece de locomotive 214, cu acces la părțile superioare prin niște scări ca la vapor, montate prin exterior pe părțile laterale, iar cabina locomotivei este prevăzută cu un spațiu special de acces pe aceste scări. Tenderul are o construcție specială a longeronului și o suspensie care nu se mai regăsește la nici un tender de locomotivă de la C.F.R. La acestea se adaugă plăcile de blindaj exterior, ce puteau rezista la proiectile de calibrul 30 mm. | Compania Națională de Căi Ferate „C.F.R.” S.A., București | Cimec    |
|      | Locomotivă cu aburi                                                                          | Datare: Pusă în funcțiune în 1943 Școală: Henschel and Sohn Descoperit: jud. Timiș, Lugoj, Remiza C.F.R. | Locomotivă cu abur cu cinci osii motoare și o osie alergătoare. Face parte din prima generație a seriei de locomotive de război germane DR50. A fost adusă la C.F.R. și înmatriculată în seria de locomotive 1501001 - 1501099 în anul 1943, pentru a fi folosite la remorcarea trenurilor militare spre front. După război, locomotivele acestei serii vor da rezultate foarte bune în remorcarea trenurilor de marfă și călători pe liniile grele. | Compania Națională de Căi Ferate „C.F.R.” S.A., București | Cimec    |
|      | Locomotivă cu aburi                                                                          | Datare: Pusă în funcțiune în 1960 Școală: Combinatul de Construcții de Mașini din Reșița Descoperit: jud. Timiș, Lugoj, Remiza C.F.R.                                                                                                  | Locomotivă cu abur cu o osie alergătoare și cinci osii motoare cu sertare Trofinov, modernizate; eșapament multiplu; două capete de emisie; două injectoare de păcură la cutia de foc; termosifon etc. A fost antepenultima locomotivă a seriei 150200, înglobând în construcția sa ultimele și cele mai moderne tehnologii ale construcției de locomotive cu abur românești. | Compania Națională de Căi Ferate „C.F.R.” S.A., București | Cimec    |

## Fond
| Foto | Informații generale | Detalii tehnice | Descriere | Deținător                                        | Legături |
| ---- | --- | --- | --- | ------------------------------------------------ | -------- |
|      | Vagon tras de cai (reconstrucție), destinat transportului de persoane - ecartament normal Autor: Regia Autonomă de Transport Timișoara, reconstrucție                                                                        | Datare: a doua jumătate a sec. al XX-lea Descoperit: jud. TIMIȘ, TIMIȘOARA Dimensiuni: L = 4,50 m; LA = 2,15 m Material: lemn, metal, sticlă, aliaj, cauciuc, turnare, strunjire, rectificare, îndoire, prelucrare prin așchiere                                                   | Tramvaiul tras de cai este o machetă identică a primului tramvai care a circulat în Timișoara în luna iulie a anului 1869. Primele unități ale tramvaiului cu cai au fost procurate de la Fabrica de Vagoane din Viena. Cutia și trucul acestor vagoane erau din lemn, rigidizate prin corniere de oțel, iar suspensia era asigurată prin arcuri din foi de oțel. La capete aveau platforme deschise, pe unde se urca și se cobora. Tot aici erau plasate frânele de mână cu pârghie. Iluminatul pe timp de noapte s-a asigurat cu lămpi de petrol, aplicate în tavan. Nici un vagon tras de cai, care circula vreodată în Timișoara, nu s-a păstrat. Vagonul tras de cai, de ecartament normal (1435 mm), respectă tehnica de construcție și dotarea vagoanelor autentice, produse în epocă la Fabrica de vagoane din Viena (Spiering Wagen- und Straßenbahn-Bau-Unternehmung, Wien). În 1994, cu ocazia pregătirilor pentru aniversarea a 125 de ani de la punerea în funcțiune, s-a reconstruit vagonul de referință, pe baza unor fotografii și descrieri. Pentru o fiabilitate crescută, trucul acestui vehicul este de construcție metalică - aceasta fiind singura deosebire esențială față de vagoanele originale; configurație cromatică: galben, portocaliu închis, alb (nu respectă cromatica originală). | Regia Autonomă de Transport Timișoara, Timișoara | Cimec    |
|      | Tramvai electric de tip EP, V-54, ecartament normal Autor: Uzinele ”Electroputere” Craiova | Datare: mijlocul sec. XX Descoperit: jud. TIMIȘ, TIMIȘOARA Dimensiuni: L = 14,20 m; LA = 2,292 m; I = 3,12 m Material: oțel, aliaj, sticlă, cauciuc, alamă; turnare, strunjire, rectificare, îndoire, pantograf simetric, prelucrare prin așchiere, controller (regulator de mers) | Vagon automotor de tip V-54 cu ecartament normal de 1435 mm. Caroseria a fost montată pe boghiuri tip V3A. Cutia vagonului automotor EP V-54, are o formă robustă, cu suprafețe curbe. Piesa este un hibrid. Refăcut în 2008, dispune de boghiuri EP. Configurație cromatică: galben, alb, crem, negru. | Regia Autonomă de Transport Timișoara, Timișoara | Cimec    |
|      | Vagon electric motor, pentru polizat șine, de ecartament normal Autor: Fabrica de Mașini, Vagoane și Turnătoria de fier a Societății pe Acțiuni “Johann Weitzer”, Arad - reconstruit la Întreprinderea de Tramvaie Timișoara | Datare: prima jumătate a sec. al XX-lea Descoperit: jud. TIMIȘ, TIMIȘOARA Material: oțel, fontă, sticlă, cauciuc, alamă, turnare, strunjire, rectificare, îndoire, pantograf simetric, prelucrare prin așchiere                                                                    | Locomotiva electrică pentru polizat șine, de ecartament normal (1435 mm), cu boghiu prevătut cu două osii și o singură cabină centrală de conducere are o configurație grosolană; este un hibrid. Starea de conservare a boghiului și a cutiei vagonului este relativ bună. Pe suprafețe mari, caroseria prezintă vopsea cojită și pete de rugină. Configurație cromatică: galben, alb, negru. | Regia Autonomă de Transport Timișoara, Timișoara | Cimec    |
|      | Vagon platformă de tip GP, de ecartament normal Autor: Grazer Maschinen-und Waggonbau-A.G., Austria; transformat în vagon de serviciu la Wiener Automobilfabrik A.G., vorm. Gräf & Stift                                     | Datare: prima jumătate a sec. al XX-lea Descoperit: jud. TIMIȘ, TIMIȘOARA Dimensiuni: L = 10,70 m; LA = 2,20 m Material: oțel, aliaj, sticlă, cauciuc, alamă, turnare, strunjire, rectificare, îndoire, pantograf simetric, prelucrare prin așchiere                               | Vagonul platformă de tip GP este prevăzut cu două osii și două cabine de conducere iar între ele un spațiu de marfă deschis. Nu are un aspect ieșit din comun; cabina mecanicului este spațioasă. Configurație cromatică: galben spre portocaliu, negru. Pe suprafețe mici, caroseria prezintă vopsea cojită și pete de rugină. | Regia Autonomă de Transport Timișoara, Timișoara | Cimec    |
|      | Lampă | Datare: perioada interbelică Descoperit: jud. Timiș, TIMIȘOARA Dimensiuni: Î: 47 cm; La: 22 cm Material: sticlă; alamă; metal | După decolmatarea canalului Bega, Timișoara devenise port la Dunăre și integrată în sistemul navigabil fluvial Dunăre-Main-Rhin. Lampa era utilizată în timpul nopții de către navele care circulau pe acest canal. Are inscripționat nr. 3888. | Muzeul Banatului, Timișoara                      | Cimec    |